# City of Kwinana
City of Kwinana is een Local Government Area (LGA) in Australië in de staat West-Australië in de agglomeratie van Perth. City of Kwinana telde 45.867 inwoners in 2021. De hoofdplaats is Kwinana.

## Geschiedenis
De Nyungah Aborigines waren de oorspronkelijke bewoners van het zuidwesten van West-Australië.
In 1829 stichtte James Stirling de kolonie aan de rivier de Swan. De eerste kolonisten gingen op Garden Island aan land waar de Parmelia aan grond liep. Ze verhuisden later naar het vasteland.
Kwinana werd naar het schip SS Kwinana vernoemd dat in de Cockburn Sound verging en door de wind op het strand geblazen werd. Het schip was naar een plaats in de regio Kimberley vernoemd. Kwinana is een aborigineswoord en zou "mooie meid" betekenen.
Begin jaren 1950 werd het Kwinana-industriegebied ontwikkeld en vervolgens enkele residentiële wijken eromheen die vernoemd werden naar de schepen die de eerste kolonisten naar de Swan River-kolonie brachten zoals bijvoorbeeld Medina, Calista en Parmelia.
Op 29 januari 1954 werd het Kwinana Road District opgericht. Op 23 juni 1961 werd het Road District vervangen door de Shire of Kwinana. De Shire of Kwinana had genoeg inwoners om op 18 februari 1979 opgewaardeerd te worden tot de Town of Kwinana.
Op 17 september 2012 werd de Town of Kwinana door gouverneur Malcolm McCusker tot de City of Kwinana uitgeroepen.

## Wijken

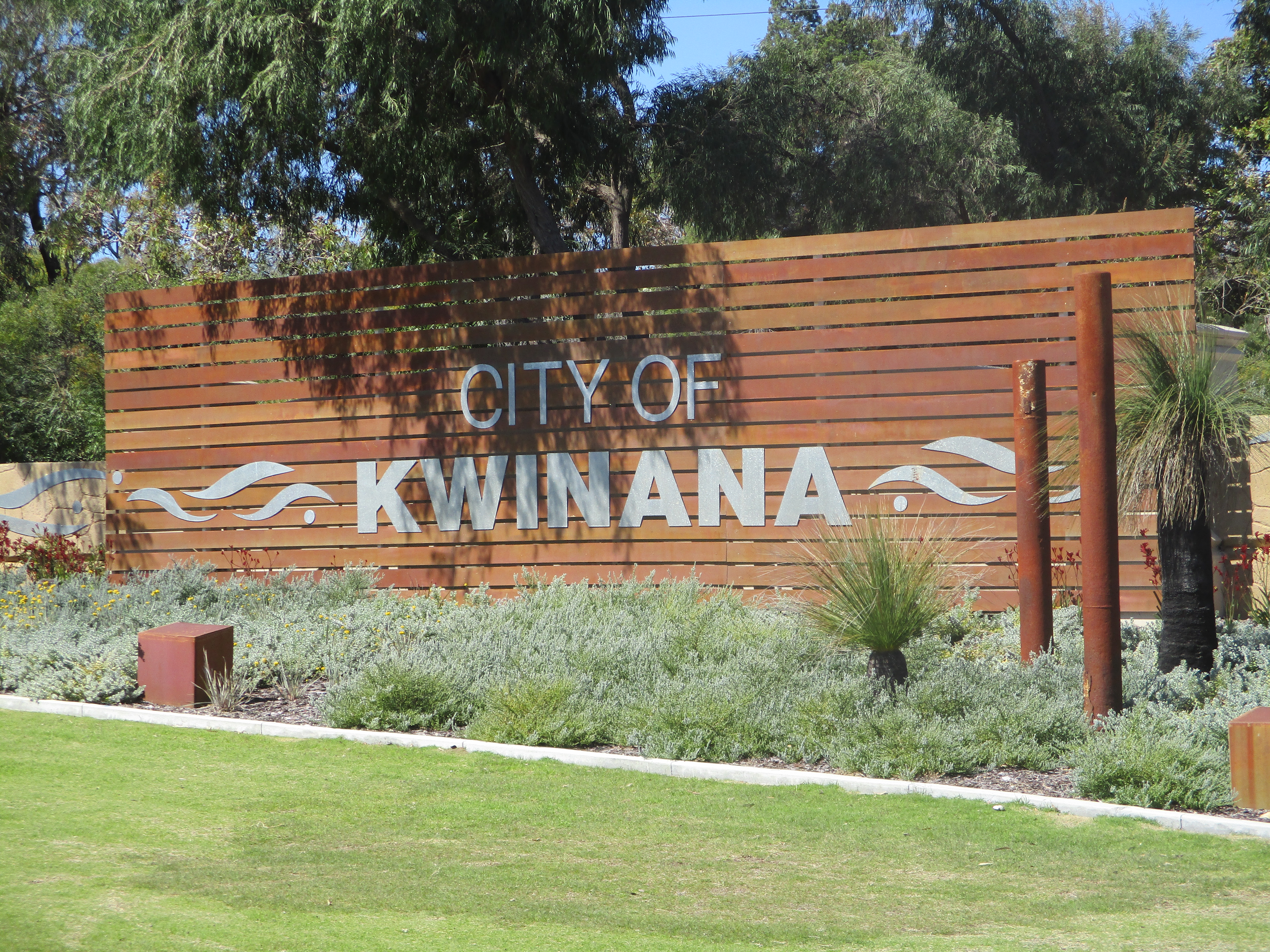
september 2019

- Anketel
- Bertram
- Calista
- Casuarina
- Hope Valley
- Kwinana Beach
- Kwinana Town Centre
- Leda
- Mandogalup
- Medina
- Naval Base
- Orelia
- Parmelia
- Postans
- The Spectacles
- Wandi
- Wellard